# Манікуаган (річка)
Манікуаган - річка, що протікає по території провінції Квебек, Канада.
Витік річки знаходиться в південно-східній частині провінції, загальна довжина становить близько 560 км. Протікає через Манікуаганське водосховище впадає в річку Святого Лаврентія в районі затоки Святого Лаврентія.
Передбачається, що назва походить з мови племені монтаньє , яке означає "там, де можна знайти кору дерева."

## Гідроелектростанції
На річці Манікуаган розташовано декілька ГЕС.
- ГЕС Маккормік - 350 МВт, обслуговується компаніями Hydro-Québec й Alcoa
- ГЕС Манік-1 - 184 МВт, обслуговується компанією Hydro-Québec .
- ГЕС Манік-2 - МВт 1024, Гідро-Квебек.
- ГЕС Манік-3 - МВт 1244, Гідро-Квебек.
- ГЕС Манік-5-1528 МВт, Гідро-Квебек.
- ГЕС Манік-5-PA - МВт 1064, Гідро-Квебек.